# Tommaso Baldanzi
Tommaso Baldanzi (Poggibonsi, 23 marzo 2003) è un calciatore italiano, centrocampista o attaccante della Roma.

## Caratteristiche tecniche
È un centrocampista offensivo, che può agire sia da trequartista, sia da ala sinistra o ala destra. Ambidestro e dotato di ottima tecnica, vanta anche una buona rapidità, nonché doti notevoli nel controllo di palla e nel dribbling. Abile nel servire i compagni grazie alla sua visione di gioco, è anche in grado di andare spesso alla conclusione personale da diverse posizioni.
Considerato uno dei migliori talenti italiani della sua generazione, è stato paragonato a Sebastian Giovinco e Alejandro Gómez per le sue caratteristiche, ma ha indicato Paulo Dybala come principale fonte di ispirazione.

## Carriera

### Club

#### Gli inizi, Empoli
Cresciuto a Castelfiorentino, Baldanzi inizia a giocare a calcio a sei anni, nelle giovanili della squadra locale, prima di entrare a far parte del settore giovanile dell'Empoli nel 2011. Qui, il centrocampista si afferma gradualmente nelle varie formazioni del vivaio azzurro, vincendo anche un campionato nazionale Under-16 nel 2019.
Il 28 ottobre 2020, a 17 anni, Baldanzi debutta tra i professionisti, entrando in campo al posto di Nedim Bajrami al 78º minuto della partita contro il Benevento, valida per il terzo turno di Coppa Italia: nell'occasione, serve a Leonardo Mancuso l'assist per il gol del 4-2 finale. Nella stessa stagione, il centrocampista partecipa alla conquista del campionato Primavera da parte dell'Empoli, venendo anche nominato come miglior giocatore della competizione.
Nell'annata successiva, prende parte alla UEFA Youth League con la Primavera, e viene aggregato alla prima squadra toscana, assieme al compagno Jacopo Fazzini. Debutta quindi in Serie A il 22 maggio 2022, a 19 anni, sostituendo Patrick Cutrone al 74º minuto della partita contro l'Atalanta, vinta per 0-1.
Nella stagione 2022-2023, con l'arrivo di Paolo Zanetti sulla panchina empolese, Baldanzi viene inserito in pianta stabile in prima squadra. Il 28 agosto 2022, gioca il suo primo incontro da titolare nella sfida di campionato con il Lecce, conclusasi sull'1-1. Tre giorni dopo, il 31 agosto, il trequartista trova il suo primo gol in Serie A (oltreché tra i professionisti), aprendo le marcature nel pareggio per 1-1 contro il Verona. Dopo aver rinnovato il proprio contratto con l'Empoli, il 5 novembre trova di nuovo la rete, decidendo la partita contro il Sassuolo (1-0). Il 4 gennaio 2023, invece, segna il gol del pareggio fuori casa con l'Udinese (1-1); infine, il 23 gennaio seguente, segna il gol della vittoria a San Siro contro l'Inter. Chiude la stagione con 4 gol in 26 presenze in campionato.
L'inizio della stagione 2023-2024 è caratterizzato da un infortunio alla caviglia, ma Baldanzi realizza comunque 2 reti in 14 presenze fino al mese di gennaio 2024.

#### Roma
Il 1º febbraio 2024, alla conclusione del mercato invernale, viene acquistato a titolo definitivo dalla Roma, con cui sottoscrive un accordo fino al 30 giugno 2028. Quattro giorni dopo fa il suo esordio in maglia giallorossa, rilevando Paulo Dybala nella partita vinta 4-0 contro il Cagliari allo stadio Olimpico. Il successivo 15 febbraio esordisce anche nelle coppe europee, entrando nel finale della partita di andata degli spareggi di UEFA Europa League pareggiata (1-1) in casa del Feyenoord. Il 22 settembre 2024 segna la sua prima rete in maglia giallorossa, firmando il definitivo 3-0 casalingo contro l'Udinese. 

### Nazionale

#### Nazionali giovanili
Baldanzi ha rappresentato l'Italia a diversi livelli giovanili, iniziando dalle nazionali Under-17 e Under-18.
Nel giugno del 2022, ha preso parte all'Europeo Under-19 in Slovacchia, nel quale ha realizzato un gol e in cui gli Azzurrini sono stati eliminati in semifinale dall'Inghilterra.
Convocato dal CT Paolo Nicolato, ha esordito con la nazionale Under-21 il 24 marzo 2023, giocando da titolare in una partita amichevole vinta per 2-0 in trasferta contro la Serbia. Nel maggio dello stesso anno, è stato incluso dal selezionatore Carmine Nunziata nella lista dei convocati della nazionale Under-20 per il Mondiale di categoria in Argentina, dove realizza 2 gol e l'Italia ottiene il secondo posto.
Il 17 ottobre 2023, realizza il suo primo gol in Under-21 nella partita delle qualificazioni europee vinta per 2-0 contro la Norvegia a Bolzano. Il 10 settembre 2024, realizza la sua prima tripletta con gli Azzurrini, decidendo la gara di ritorno sempre contro la Norvegia (3-0). Nel giugno 2025 viene convocato per l'Europeo Under-21 organizzato in Slovacchia, nel quale realizza un gol.

#### Nazionale maggiore
Nel maggio del 2022 Baldanzi è stato convocato per la prima volta in nazionale, dal CT Roberto Mancini, per uno stage riservato ai migliori giovani talenti di interesse nazionale.

## Statistiche

### Presenze e reti nei club
Statistiche aggiornate al 25 maggio 2025.
| Stagione        | Squadra         | Campionato      | Campionato | Campionato | Coppe nazionali | Coppe nazionali | Coppe nazionali | Coppe continentali | Coppe continentali | Coppe continentali | Altre coppe | Altre coppe | Altre coppe | Totale | Totale |
| Stagione        | Squadra         | Comp            | Pres       | Reti       | Comp            | Pres            | Reti            | Comp               | Pres               | Reti               | Comp        | Pres        | Reti        | Pres   | Reti   |
| --------------- | --------------- | --------------- | ---------- | ---------- | --------------- | --------------- | --------------- | ------------------ | ------------------ | ------------------ | ----------- | ----------- | ----------- | ------ | ------ |
| 2020-2021       | Empoli          | B               | 0          | 0          | CI              | 2               | 0               | -                  | -                  | -                  | -           | -           | -           | 2      | 0      |
| 2021-2022       | Empoli          | A               | 1          | 0          | CI              | 0               | 0               | -                  | -                  | -                  | -           | -           | -           | 1      | 0      |
| 2022-2023       | Empoli          | A               | 26         | 4          | CI              | 1               | 0               | -                  | -                  | -                  | -           | -           | -           | 27     | 4      |
| 2023-feb. 2024  | Empoli          | A               | 14         | 2          | CI              | 0               | 0               | -                  | -                  | -                  | -           | -           | -           | 14     | 2      |
| Totale Empoli   | Totale Empoli   | Totale Empoli   | 41         | 6          |                 | 3               | 0               |                    | -                  | -                  |             | -           | -           | 44     | 6      |
| feb.-giu. 2024  | Roma            | A               | 13         | 0          | CI              | -               | -               | UEL                | 5                  | 0                  | -           | -           | -           | 18     | 0      |
| 2024-2025       | Roma            | A               | 31         | 1          | CI              | 1               | 1               | UEL                | 9                  | 0                  | -           | -           | -           | 41     | 2      |
| 2025-2026       | Roma            | A               | -          | -          | CI              | -               | -               | UEL                | -                  | -                  | -           | -           | -           | -      | -      |
| Totale Roma     | Totale Roma     | Totale Roma     | 44         | 1          |                 | 1               | 1               |                    | 14                 | 0                  |             | -           | -           | 59     | 2      |
| Totale carriera | Totale carriera | Totale carriera | 85         | 7          |                 | 4               | 1               |                    | 14                 | 0                  |             | -           | -           | 103    | 8      |

### Cronologia presenze e reti in nazionale
| Cronologia completa delle presenze e delle reti in nazionale ― Italia under 21 | Cronologia completa delle presenze e delle reti in nazionale ― Italia under 21 | Cronologia completa delle presenze e delle reti in nazionale ― Italia under 21 | Cronologia completa delle presenze e delle reti in nazionale ― Italia under 21 | Cronologia completa delle presenze e delle reti in nazionale ― Italia under 21 | Cronologia completa delle presenze e delle reti in nazionale ― Italia under 21 | Cronologia completa delle presenze e delle reti in nazionale ― Italia under 21 | Cronologia completa delle presenze e delle reti in nazionale ― Italia under 21 |
| Data                                                                           | Città                                                                          | In casa                                                                        | Risultato                                                                      | Ospiti                                                                         | Competizione                                                                   | Reti                                                                           | Note                                                                           |
| ------------------------------------------------------------------------------ | ------------------------------------------------------------------------------ | ------------------------------------------------------------------------------ | ------------------------------------------------------------------------------ | ------------------------------------------------------------------------------ | ------------------------------------------------------------------------------ | ------------------------------------------------------------------------------ | ------------------------------------------------------------------------------ |
| 24-3-2023                                                                      | Bačka Topola                                                                   | Serbia under 21                                                                | 0 – 2                                                                          | Italia under 21                                                                | Amichevole                                                                     | -                                                                              | 78’                                                                            |
| 12-9-2023                                                                      | İzmit                                                                          | Turchia under 21                                                               | 0 – 2                                                                          | Italia under 21                                                                | Qual. Europeo Under-21 2025                                                    | -                                                                              | 89’                                                                            |
| 17-10-2023                                                                     | Bolzano                                                                        | Italia under 21                                                                | 2 – 0                                                                          | Norvegia under 21                                                              | Qual. Europeo Under-21 2025                                                    | 1                                                                              | 57’                                                                            |
| 5-9-2024                                                                       | Latina                                                                         | Italia under 21                                                                | 7 – 0                                                                          | San Marino under 21                                                            | Qual. Europeo Under-21 2025                                                    | -                                                                              | 26’                                                                            |
| 10-9-2024                                                                      | Stavanger                                                                      | Norvegia under 21                                                              | 0 – 3                                                                          | Italia under 21                                                                | Qual. Europeo Under-21 2025                                                    | 3                                                                              | 87’                                                                            |
| 15-10-2024                                                                     | Trieste                                                                        | Italia under 21                                                                | 1 – 1                                                                          | Irlanda under 21                                                               | Qual. Europeo Under-21 2025                                                    | -                                                                              | 89’                                                                            |
| 21-3-2025                                                                      | Venezia                                                                        | Italia under 21                                                                | 1 – 2                                                                          | Paesi Bassi under 21                                                           | Amichevole                                                                     | -                                                                              | 62’                                                                            |
| 24-3-2025                                                                      | Cittadella                                                                     | Italia under 21                                                                | 1 – 1                                                                          | Danimarca under 21                                                             | Amichevole                                                                     | -                                                                              | 54’                                                                            |
| 11-6-2025                                                                      | Trnava                                                                         | Italia under 21                                                                | 1 – 0                                                                          | Romania under 21                                                               | Europeo Under-21 2025 - 1º turno                                               | 1                                                                              | 85’                                                                            |
| 14-6-2025                                                                      | Trnava                                                                         | Slovacchia under 21                                                            | 0 – 1                                                                          | Italia under 21                                                                | Europeo Under-21 2025 - 1º turno                                               | -                                                                              | 63’                                                                            |
| Totale                                                                         |                                                                                | Presenze                                                                       | 10                                                                             |                                                                                | Reti                                                                           | 5                                                                              |                                                                                |

| Cronologia completa delle presenze e delle reti in nazionale ― Italia under 20 | Cronologia completa delle presenze e delle reti in nazionale ― Italia under 20 | Cronologia completa delle presenze e delle reti in nazionale ― Italia under 20 | Cronologia completa delle presenze e delle reti in nazionale ― Italia under 20 | Cronologia completa delle presenze e delle reti in nazionale ― Italia under 20 | Cronologia completa delle presenze e delle reti in nazionale ― Italia under 20 | Cronologia completa delle presenze e delle reti in nazionale ― Italia under 20 | Cronologia completa delle presenze e delle reti in nazionale ― Italia under 20 |
| Data                                                                           | Città                                                                          | In casa                                                                        | Risultato                                                                      | Ospiti                                                                         | Competizione                                                                   | Reti                                                                           | Note                                                                           |
| ------------------------------------------------------------------------------ | ------------------------------------------------------------------------------ | ------------------------------------------------------------------------------ | ------------------------------------------------------------------------------ | ------------------------------------------------------------------------------ | ------------------------------------------------------------------------------ | ------------------------------------------------------------------------------ | ------------------------------------------------------------------------------ |
| 21-5-2023                                                                      | Mendoza                                                                        | Italia under 20                                                                | 3 – 2                                                                          | Brasile under 20                                                               | Mondiali Under-20 2023 - 1º turno                                              | -                                                                              |                                                                                |
| 24-5-2023                                                                      | Mendoza                                                                        | Italia under 20                                                                | 0 – 2                                                                          | Nigeria under 20                                                               | Mondiali Under-20 2023 - 1º turno                                              | -                                                                              |                                                                                |
| 27-5-2023                                                                      | Mendoza                                                                        | Rep. Dominicana under 20                                                       | 0 – 3                                                                          | Italia under 20                                                                | Mondiali Under-20 2023 - 1º turno                                              | -                                                                              | 85’                                                                            |
| 31-5-2023                                                                      | La Plata                                                                       | Inghilterra under 20                                                           | 1 – 2                                                                          | Italia under 20                                                                | Mondiali Under-20 2023 - Ottavi di finale                                      | 1                                                                              | 90+3’                                                                          |
| 3-6-2023                                                                       | San Juan                                                                       | Colombia under 20                                                              | 1 – 3                                                                          | Italia under 20                                                                | Mondiali Under-20 2023 - Quarti di finale                                      | 1                                                                              | 90+6’                                                                          |
| 8-6-2023                                                                       | La Plata                                                                       | Italia under 20                                                                | 2 – 1                                                                          | Corea del Sud under 20                                                         | Mondiali Under-20 2023 - Semifinale                                            | -                                                                              | 82’                                                                            |
| 11-6-2023                                                                      | La Plata                                                                       | Uruguay under 20                                                               | 1 – 0                                                                          | Italia under 20                                                                | Mondiali Under-20 2023 - Finale                                                | -                                                                              | 90’                                                                            |
| Totale                                                                         |                                                                                | Presenze                                                                       | 7                                                                              |                                                                                | Reti                                                                           | 2                                                                              |                                                                                |

| Cronologia completa delle presenze e delle reti in nazionale ― Italia under 19 | Cronologia completa delle presenze e delle reti in nazionale ― Italia under 19 | Cronologia completa delle presenze e delle reti in nazionale ― Italia under 19 | Cronologia completa delle presenze e delle reti in nazionale ― Italia under 19 | Cronologia completa delle presenze e delle reti in nazionale ― Italia under 19 | Cronologia completa delle presenze e delle reti in nazionale ― Italia under 19 | Cronologia completa delle presenze e delle reti in nazionale ― Italia under 19 | Cronologia completa delle presenze e delle reti in nazionale ― Italia under 19 |
| Data                                                                           | Città                                                                          | In casa                                                                        | Risultato                                                                      | Ospiti                                                                         | Competizione                                                                   | Reti                                                                           | Note                                                                           |
| ------------------------------------------------------------------------------ | ------------------------------------------------------------------------------ | ------------------------------------------------------------------------------ | ------------------------------------------------------------------------------ | ------------------------------------------------------------------------------ | ------------------------------------------------------------------------------ | ------------------------------------------------------------------------------ | ------------------------------------------------------------------------------ |
| 2-9-2021                                                                       | Burton-upon-Trent                                                              | Inghilterra under 19                                                           | 2 – 0                                                                          | Italia under 19                                                                | Amichevole                                                                     | -                                                                              | 73’                                                                            |
| 6-9-2021                                                                       | Katwijk                                                                        | Paesi Bassi under 19                                                           | 0 – 3                                                                          | Italia under 19                                                                | Amichevole                                                                     | -                                                                              | 46’                                                                            |
| 6-10-2021                                                                      | Bakovci                                                                        | Italia under 19                                                                | 2 – 0                                                                          | Lituania under 19                                                              | Qual. Europeo Under-19 2022                                                    | -                                                                              | 64’                                                                            |
| 9-10-2021                                                                      | Bakovci                                                                        | Italia under 19                                                                | 3 – 0                                                                          | Islanda under 19                                                               | Qual. Europeo Under-19 2022                                                    | -                                                                              | 65’                                                                            |
| 11-11-2021                                                                     | Budapest                                                                       | Ungheria under 19                                                              | 0 – 1                                                                          | Italia under 19                                                                | Amichevole                                                                     | -                                                                              | 46’                                                                            |
| 15-11-2021                                                                     | Budapest                                                                       | Ungheria under 19                                                              | 3 – 1                                                                          | Italia under 19                                                                | Amichevole                                                                     | 1                                                                              | 46’ 84’                                                                        |
| 23-3-2022                                                                      | Vantaa                                                                         | Italia under 19                                                                | 2 – 2                                                                          | Germania under 19                                                              | Qual. Europeo Under-19 2022                                                    | -                                                                              | 78’                                                                            |
| 26-3-2022                                                                      | Vantaa                                                                         | Italia under 19                                                                | 4 – 0                                                                          | Finlandia under 19                                                             | Qual. Europeo Under-19 2022                                                    | -                                                                              | 75’                                                                            |
| 29-3-2022                                                                      | Vantaa                                                                         | Belgio under 19                                                                | 0 – 2                                                                          | Italia under 19                                                                | Qual. Europeo Under-19 2022                                                    | -                                                                              | 82’                                                                            |
| 18-6-2022                                                                      | Dunajská Streda                                                                | Italia under 19                                                                | 2 – 1                                                                          | Romania under 19                                                               | Europeo Under-19 2022 - 1º turno                                               | 1                                                                              | 58’                                                                            |
| 24-6-2022                                                                      | Dunajská Streda                                                                | Francia under 19                                                               | 4 – 1                                                                          | Italia under 19                                                                | Europeo Under-19 2022 - 1º turno                                               | -                                                                              |                                                                                |
| 28-6-2022                                                                      | Senec                                                                          | Inghilterra under 19                                                           | 2 – 1                                                                          | Italia under 19                                                                | Europeo Under-19 2022 - Semifinale                                             | -                                                                              | 72’                                                                            |
| Totale                                                                         |                                                                                | Presenze                                                                       | 12                                                                             |                                                                                | Reti                                                                           | 2                                                                              |                                                                                |

| Cronologia completa delle presenze e delle reti in nazionale ― Italia under 18 | Cronologia completa delle presenze e delle reti in nazionale ― Italia under 18 | Cronologia completa delle presenze e delle reti in nazionale ― Italia under 18 | Cronologia completa delle presenze e delle reti in nazionale ― Italia under 18 | Cronologia completa delle presenze e delle reti in nazionale ― Italia under 18 | Cronologia completa delle presenze e delle reti in nazionale ― Italia under 18 | Cronologia completa delle presenze e delle reti in nazionale ― Italia under 18 | Cronologia completa delle presenze e delle reti in nazionale ― Italia under 18 |
| Data                                                                           | Città                                                                          | In casa                                                                        | Risultato                                                                      | Ospiti                                                                         | Competizione                                                                   | Reti                                                                           | Note                                                                           |
| ------------------------------------------------------------------------------ | ------------------------------------------------------------------------------ | ------------------------------------------------------------------------------ | ------------------------------------------------------------------------------ | ------------------------------------------------------------------------------ | ------------------------------------------------------------------------------ | ------------------------------------------------------------------------------ | ------------------------------------------------------------------------------ |
| 4-6-2021                                                                       | Gradisca d'Isonzo                                                              | Italia under 18                                                                | 3 – 1                                                                          | Austria under 18                                                               | Amichevole                                                                     | 2                                                                              | 46’ 76’                                                                        |
| Totale                                                                         |                                                                                | Presenze                                                                       | 1                                                                              |                                                                                | Reti                                                                           | 2                                                                              |                                                                                |

| Cronologia completa delle presenze e delle reti in nazionale ― Italia under 17 | Cronologia completa delle presenze e delle reti in nazionale ― Italia under 17 | Cronologia completa delle presenze e delle reti in nazionale ― Italia under 17 | Cronologia completa delle presenze e delle reti in nazionale ― Italia under 17 | Cronologia completa delle presenze e delle reti in nazionale ― Italia under 17 | Cronologia completa delle presenze e delle reti in nazionale ― Italia under 17 | Cronologia completa delle presenze e delle reti in nazionale ― Italia under 17 | Cronologia completa delle presenze e delle reti in nazionale ― Italia under 17 |
| Data                                                                           | Città                                                                          | In casa                                                                        | Risultato                                                                      | Ospiti                                                                         | Competizione                                                                   | Reti                                                                           | Note                                                                           |
| ------------------------------------------------------------------------------ | ------------------------------------------------------------------------------ | ------------------------------------------------------------------------------ | ------------------------------------------------------------------------------ | ------------------------------------------------------------------------------ | ------------------------------------------------------------------------------ | ------------------------------------------------------------------------------ | ------------------------------------------------------------------------------ |
| 24-10-2019                                                                     | Rumelange                                                                      | Italia under 17                                                                | 6 – 0                                                                          | Lussemburgo under 17                                                           | Qual. Europeo Under-17 2020                                                    | 1                                                                              |                                                                                |
| 27-10-2019                                                                     | Rumelange                                                                      | Italia under 17                                                                | 2 – 0                                                                          | Irlanda del Nord under 17                                                      | Qual. Europeo Under-17 2020                                                    | -                                                                              | 70’ 73’                                                                        |
| 15-1-2020                                                                      | Roma                                                                           | Italia under 17                                                                | 1 – 1                                                                          | Spagna under 17                                                                | Amichevole                                                                     | -                                                                              | 46’                                                                            |
| Totale                                                                         |                                                                                | Presenze                                                                       | 3                                                                              |                                                                                | Reti                                                                           | 1                                                                              |                                                                                |

## Palmarès

### Club

#### Competizioni giovanili
- Campionato Primavera: 1

Empoli: 2020-2021